# Río Urrobi
El río Urrobi es un río de Navarra (España), de la zona de Auñamendi, afluente del río Irati tributario del río Aragón por su margen derecha. Junto al del río Erro (con 44 km de longitud y una cuenca de 241 km2) forma la cuenca hidrográfica del Irati (1.620,4 km²) siendo una de las mayores en comparación a otras como la del Ega (1.060 km²), la del Arga (2.550 km²). A su vez el Irati forma parte de la del Aragón (3.350 km²), donde vierte sus aguas por la margen izquierda entre Liédena y Sangüesa.

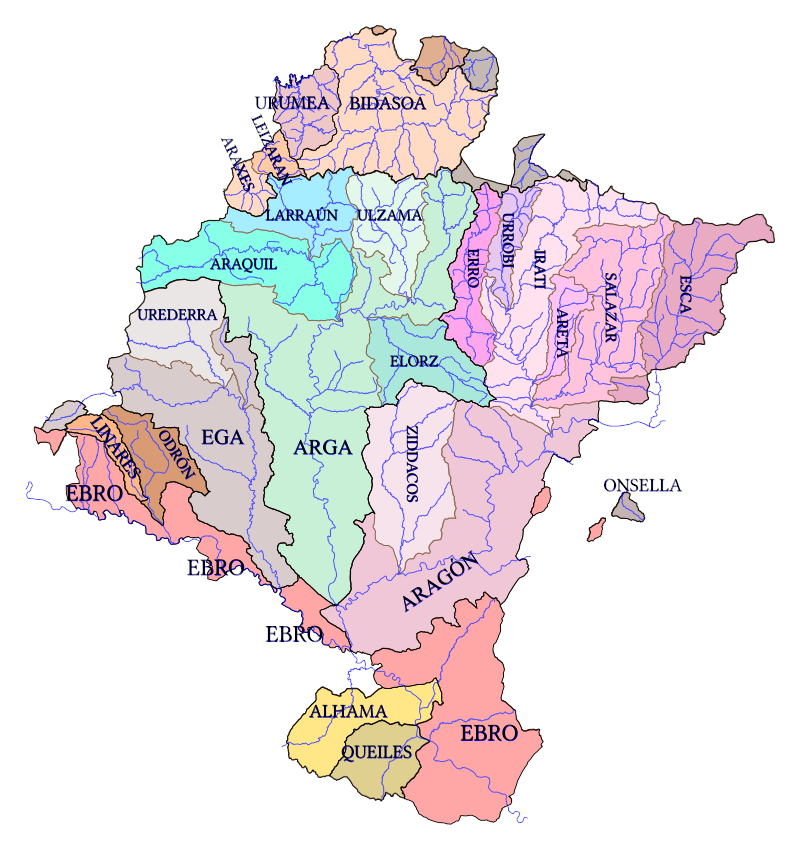
Hidrografía de Navarra - Cuencas

## Recorrido y afluentes
Nacido en las regatas de las vertiente meridional del Puerto de Ibañeta su recorrido toma dirección norte-sur hasta las cercanías de Roncesvalles, donde se le conoce como Arranosina, para continuar hacia Burguete. A unos 2 km al sur recibe las aguas de Suringua provinientes del collado de Lindux, y las aguas del Urdandiguyeta que drena la parte norte del macizo de Oroz-Betelu. 
Tras entrar en el valle de Arce, atraviesa el mismo de norte a sur; pasando cerca de Villanueva de Arce, Arrieta, Saragüeta, Úriz, Nagore, llegando a la reserva de la Poche de Chinchurrenea, una foz excavada entre Nagore y Orbáiz, desaguando en el embalse de Itoiz, aguas arriba de Aoiz.
Tiene una longitud de 32 km y abarcando una cuenca con una superficie de 119 km².

## Poblaciones por los que pasa el río

### Navarra
- Roncesvalles
- Burguete
- Urrobi
- Úriz
- Zandueta
- Arce
- Nagore
- Itoiz.